# Lexi Love
Pour les articles homonymes, voir Love.
Lexi Love (née le 23 décembre 1980 à Boston, Massachusetts) est une actrice américaine de films pornographiques.

## Filmographie sélective
- 2005 : The 4 Finger Club 22
- 2006 : Girlvana 2
- 2007 : Big Wet Asses 10
- 2008 : Pussy Party 23 - Big Squirt
- 2009 : Squirt Gangbang 4
- 2010 : Addicted to Latex
- 2011 : Lexi Belle Loves Cock
- 2012 : Anal Fixation
- 2013 : Just The Three Of Us
- 2014 : Just Pink
- 2015 : Strictly Pussy 3
- 2016 : I Dream Of Pussy
- 2017 : Pussin' Boots

### Distinctions
Récompenses
Nominations
- 2007 : AVN Award - Best Oral Sex Scene, Video – Naked and Famous
- 2007 : AVN Award - Most Outrageous Sex Scene – The Great American Squirt Off
- 2009 : AVN Award - Best All-Girl Group Sex Scene – Squirt Gangbang 3
- 2009 : FAME Award - Favorite Underrated Star
- 2010 : AVN Award - Best Oral Sex Scene, Video – Flight Attendants
- 2010 : AVN Award - Most Outrageous Sex Scene – Squirt Gangbang 4
- 2010 : AVN Award - Best All-Girl Group Sex Scene – Squirt Gangbang 4